# Nedre Svarttjärnen, Ångermanland
Nedre Svarttjärnen är en sjö i Strömsunds kommun i Ångermanland och ingår i Ångermanälvens huvudavrinningsområde.